# Zonnewind

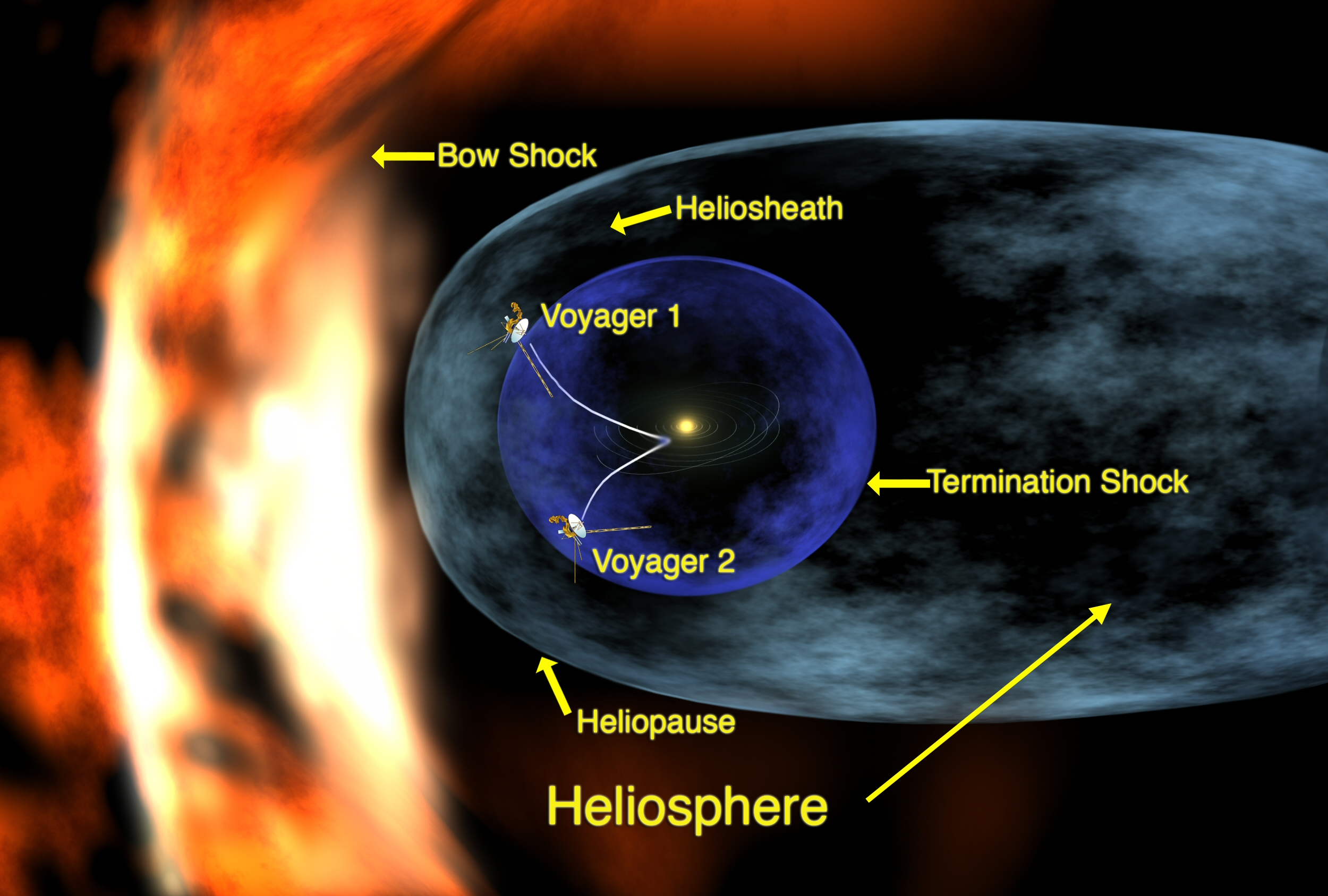
Afbeelding van de heliosfeer, de schil om het Zonnestelsel waar de zonnewind heerst. De plek waar het plasma in de zonnewind de interstellaire ruimte ontmoet wordt heliopauze genoemd.

De zonnewind of zonnestorm (heftiger) is een stroom van geladen deeltjes die ontsnapt van het oppervlak van de Zon. Door de hoge temperatuur van een miljoen kelvin in de corona krijgen protonen en elektronen een gemiddelde snelheid van 145 km/s. Een aantal van die deeltjes heeft een snelheid hoog genoeg om de ontsnappingssnelheid van 618 km/s te overschrijden. De Zon verliest per jaar op deze manier zo'n 60 exagram (60×1015 kg) aan materiaal, wat in de 4,6 miljard jaar van haar bestaan overeenkomt met ongeveer 0,01 procent van haar totale massa. De zonnewind bevat protonen, elektronen, alfadeeltjes en een kleine fractie hooggeladen ionen (C, N, O, Ne,..). Deze passeren de Aarde met een gemiddelde snelheid van zo'n 450 km/s. 
Tijdens zonneminima kan de zonnewind ingedeeld worden in ruwweg twee types, de langzame en de snelle zonnewind. De langzame wind heeft een snelheid van 300 à 400 km/s en bevindt zich rond de evenaar van de Zon. Op breedtegraden meer dan 15 graden van de evenaar treft men de snelle zonnewind aan. Deze is afkomstig van coronale gaten rond de polen en heeft een snelheid van zo'n 700 km/s. Door de verschillende ontstaanswijzen van de twee soorten wind verschillen ze sterk in samenstelling; de langzame zonnewind bevat hoger geladen ionen dan de snelle zonnewind, doordat zij voortkomt uit hetere gebieden op de Zon.
Tijdens zonnemaxima verdwijnt deze eenvoudige indeling. De variabele, langzamere wind wordt op alle geografische breedtes dominant en de zonnewind wordt verstoord door veel zonne-uitbarstingen, die vaak gepaard gaan met het uitstoten van hete plasmawolken (Coronal Mass Ejections, CME).

## Ruimteweer
Het aardmagnetisch veld houdt de deeltjes vast in de Vanallengordels. Bij hevige activiteit van de Zon kunnen de deeltjes in de buurt van de polen de Aarde bereiken. Dit is dan zichtbaar als noorderlicht (aurora borealis) of zuiderlicht (aurora australis). De invloed van de zonnewind is ook merkbaar op andere objecten in het zonnestelsel. Het bekendste voorbeeld hiervan is de interactie met kometen, die tot de emissie van röntgenstraling leidt.
Hevige zonnewinden hebben op het leven op aarde weinig effect, maar kunnen leiden tot storingen in het elektriciteitsnetwerk en in communicatienetwerken. Lange kabels werken als lange antennes; door de ionenstroom van de zonnewind ontstaan er (door inductie) elektrische stromen in. In 1859 (zie onder) stond elektriciteit nog in de kinderschoenen, maar in de huidige tijd kan een zonnewind tot beschadigingen leiden. Computers en satellieten kunnen beschadigd raken. Weliswaar hebben zij maar korte leidingen, maar ze zijn veel gevoeliger voor kleine inductiestromen. Sommige wetenschappers vrezen bij een volgende uitbarsting voor een mogelijke internetchaos, omdat vooral onderzeekabels gevoeliger zouden zijn voor plasmawolken.

## In de geschiedenis
Zonnewinden komen frequent voor, ongeveer om de elf jaar. Maar in een verder verleden zijn die fenomenen niet altijd rechtstreeks aantoonbaar. Er zijn wel wetenschappelijk geloofwaardige vermoedens van krachtige zonnestormen in 7176 en 5259 v.C., en in 774-775.

### 1859
Een extreem geval van zonnewind deed zich voor op 1 en 2 september 1859. De storm, ook wel Carrington Event genoemd, naar de Britse astronoom Richard Carrington die het documenteerde, had tot gevolg dat de pas enkele jaren eerder in gebruik genomen telegraafverbinding tussen Amerika en Europa uitviel door kortsluiting, wat verschillende branden veroorzaakte. Het noorderlicht was zelfs zichtbaar in Rome, Havana en Hawaï met vergelijkbare effecten op het zuidelijk halfrond. 
Dit alles werd veroorzaakt door een aantal verschillende gebeurtenissen op de Zon die nagenoeg gelijktijdig plaatsvonden. Elk van die evenementen afzonderlijk zou op de Aarde hooguit door enkelen zijn opgemerkt, maar tezamen zorgden ze voor de grootste verstoring van de ionosfeer in de geschiedenis. Een dergelijk evenement wordt ook wel een Perfect Storm genoemd.
Tussen 28 augustus en 2 september 1859 werden verschillende zonnevlammen waargenomen. Op 1 september steeg een ongekend grote vlam op van de oppervlakte. Gedurende bijna een minuut was de energie-uitstoot ter plaatse meer dan het dubbele van de normale waarde.
Niet alle plasmawolken die op deze manier worden uitgestoten door de Zon gaan in de richting van de Aarde, maar deze wel. Een normale plasmawolk verplaatst zich met 1000 à 2000 km/s en doet er drie à vier dagen over om de Aarde te bereiken. Deze deed er 17 uur en 40 minuten over.

### 20e eeuw
In de 20e eeuw zijn een vijftiental uitbarstingen waargenomen, het meest uitgesproken die van de maand mei 1921.

### 21e eeuw
De 21e eeuw kende al een vijftal uitbarstingen, het meest uitgesproken de Halloween solar storms van eind oktober 2003.

## Risico voor de ruimtevaart
Vanwege het belang van het ruimteweer voor ruimtevaarders wordt dit continu in de gaten gehouden door een aantal ruimtesondes. De meeste daarvan bevinden zich in lagrangepunt L1 van Aarde en Zon, dat op 1 miljoen km van de Aarde in de richting van de Zon ligt. Voorbeelden hiervan zijn SOHO, ACE, STEREO, Cluster en DSCOVR. Daarnaast draait de satelliet Ulysses op grotere afstand in een polaire baan om de Zon.
Een andere categorie die gevaar loopt door zonnewind zijn satellieten die zich in een zeer lage baan om de aarde bevinden. Een zonnestorm die de aarde raakt kan de bovenste atmosfeer opwarmen waardoor die uitzet. Gevolg hiervan is dat er meer gasmoleculen dan anders op een hoogte van zo’n 200 kilometer boven de aarde voorkomen. In februari 2022 verloor SpaceX veertig pas gelanceerde Starlink-satellieten die zich nog richting een hogere baan moesten begeven doordat een zonnestorm de luchtweerstand in die lage baan had verhoogd terwijl de satellieten in veilige modus waren geschakeld om elektronische schade door diezelfde zonnestorm te voorkomen. De in veilige modus onbestuurbare satellieten verloren zoveel snelheid dat ze hun beoogde hogere baan niet meer konden bereiken en uiteindelijk in de atmosfeer terugvielen.
Zonnewind kan ook gevaarlijk zijn voor de gezondheid van ruimtevaarders wanneer zij niet beschermd worden door de Vanallengordels. De hoog-energetische deeltjes kunnen het DNA beschadigen, met ziekte of de dood als gevolg. Ruimtevaarders die in het ISS werken, vliegen binnen de Vanallengordels en hebben weinig te vrezen van zonnewind.